# Gambia River Development Organization
Die Gambia River Development Organization ist auf Französisch als Organisation pour la mise en valeur du fleuve Gambie (OMVG) bekannt, was zu deutsch etwa heißt: „Organisation zur Entwicklung des Gambia-Flusses“. Es handelt sich um eine zwischenstaatliche Organisation, die im Jahr 1978 durch die westafrikanischen Staaten Gambia und Senegal mit dem Ziel gegründet wurde, die Entwicklung des Gambia-Flusses als Naturressource zu planen.
1980 schloss sich Guinea dieser Organisation an. Guinea-Bissau, selbst kein Anliegerstaat des Gambia, ist aufgrund des Einzugsgebiets von 77.000 km² des Flusses, der bis in den Norden von Guinea-Bissau reicht, Mitgliedstaat.

## Projekte

### Brückenbau
Die OMVG ist beauftragt die Entwicklung der Verkehrswege in Gambia zum Nutzen beider Staaten (Gambia und Senegal) voranzutreiben. Das größte Planungsprojekt der Vergangenheit war eine Damm-Brücken-Konstruktion über den Gambia, der die Autofähre zwischen Farafenni und Soma ersetzen sollte. Die Planungen für die Brücke begannen 1994, kamen aber seit 1996 nicht aus dem Projekt-Status heraus.
Als es im August 2005 wegen des Transitverkehrs auf dem Trans-Gambia Highway zum Konflikt mit Senegal kam und infolgedessen der Dialog wieder aufgenommen wurde, wurde das Brückenbauprojekt erneut in den Vordergrund gestellt. Die Planungsphase sollte im Mai 2007 abgeschlossen sein und es wurde gehofft, im Anschluss den Bau beginnen zu können. Justino Vieira, Exekutivsekretär der OMVG, schätzte, dass sich die Kosten auf 21 Milliarden CFA-Franc (rund 32 Millionen Euro) belaufen.
Die Planungen sehen eine 942 Meter lange Brücke vor. Die 70 Meter breite Betonkonstruktion soll in 16,50 Meter Höhe über den Fluss gebaut werden, um hochseetaugliche Frachtschiffe passieren zu lassen. Auch die Zufahrten der Brücke müssen um 15,7 km ausgebaut werden. Verschiedene Betriebsarten wurden geprüft, auch hinsichtlich einer Mautpflicht.
Am 21. Januar 2019 wurde die Brücke unter dem Namen Senegambia Bridge für den Verkehr freigegeben.

### Energieversorgung
Am 4. Februar 2017 hat das Hohe Kommissariat der OMVG in Kaléta in Guinea im Sinne einer integrierten Entwicklung und rationellen Nutzung des hydroelektrischen Potentials der Einzugsgebiete der Flüsse Gambia, Kayanga Géba und des Koliba-Corubal in den vier Mitgliedsstaaten ein ehrgeiziges Energieprojektes beschlossen. Dieses Projekt sieht den Bau eines Netzverbundes der Stromnetze der vier Mitgliedsstaaten vor und ein Wasserkraftwerk in Senegal.
Konkret ist der Bau von 1677 km Hochspannungsleitungen 225 kV vorgesehen und von 15 Umspannwerken in den vier Ländern. Am Gambia bei Sambangalou in der senegalesischen Region Kédougou, wo der Fluss in einem Taleinschnitt das Dindéfelo-Hochland passiert, soll eine Talsperre errichtet werden und ein Wasserkraftwerk mit einer Leistung von 128 MW, das jährlich 402 GWh Strom liefern kann. Ein Stausee von 181 km² an der Grenze von Senegal und Guineas soll entstehen, der stromabwärts die Gefahr von Überschwemmungen verringern und Möglichkeiten zur Bewässerung von 90.000 Hektar landwirtschaftlicher Fläche bieten soll, davon 50.000 Hektar in Gambia und 40.000 Hektar in Senegal.